# 塞莱斯定宫
40°21′18″N 18°10′24″E / 40.35503°N 18.17329°E

塞莱斯定宫（Palazzo dei Celestini）是意大利南部普利亚大区城市莱切的一座巴洛克建筑，塞莱斯定会（Congregazione dei Celestini）修道院所在地。它建于1549年到1695年，与圣十字圣殿构成一组建筑群。